# Drebsdorf

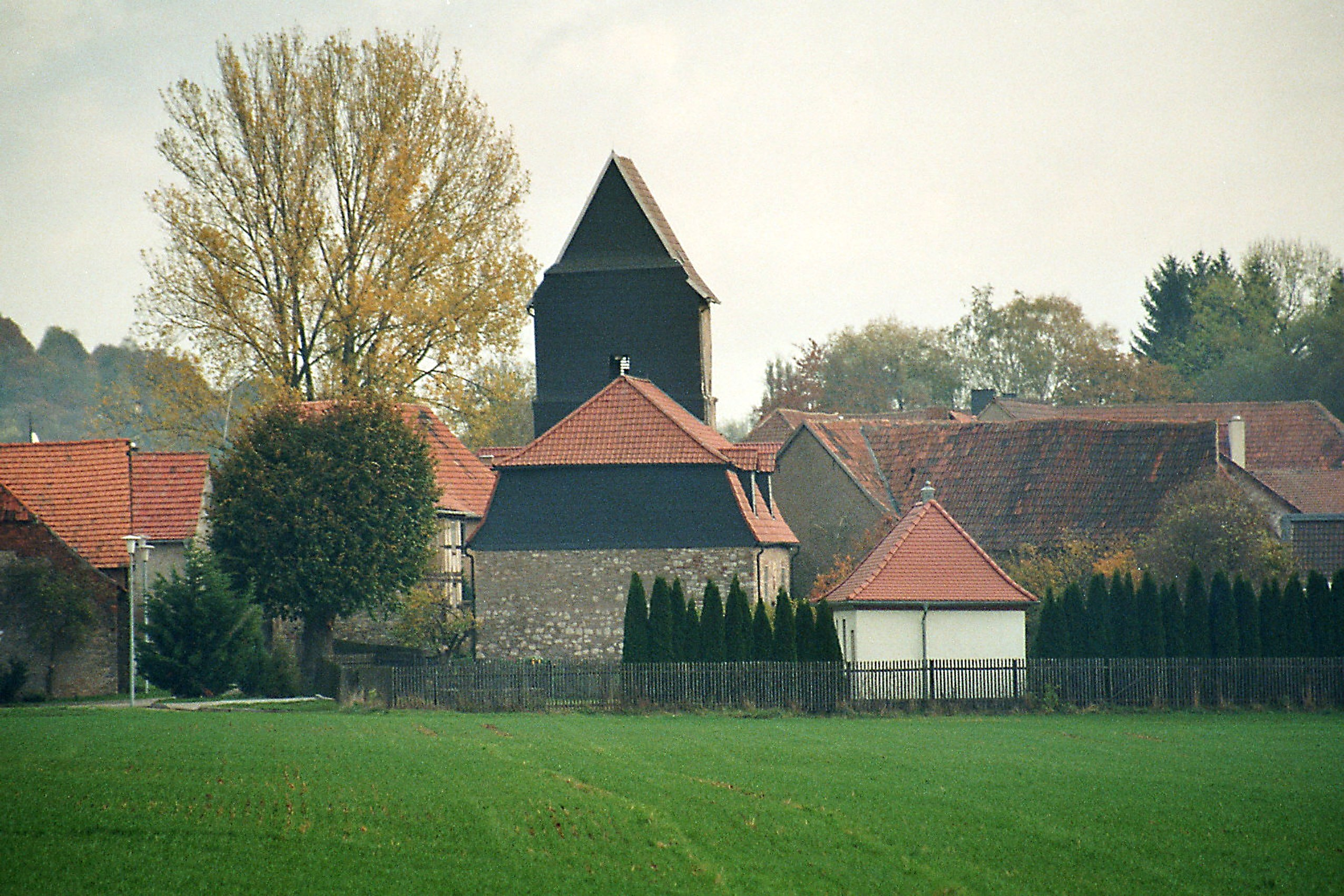
Ortsansicht

Drebsdorf ist ein Ortsteil der Gemeinde Südharz im Landkreis Mansfeld-Südharz in Sachsen-Anhalt.

## Geografische Lage
Drebsdorf liegt im Südharz an der Landstraße zwischen Kleinleinungen und Großleinungen an der Leine.

## Geschichte
Drebsdorf gehörte zur Herrschaft der Grafen zu Stolberg und war ein Dorf im Amt Questenberg der Grafschaft Stolberg-Roßla.
1819 lebten in Drebsdorf 1865 Einwohner in 43 Häusern.
Von 1952 bis 1990 gehörte Drebsdorf zum DDR-Bezirk Halle.
Am 1. Januar 1970 wurde der Ort in die Gemeinde Kleinleinungen eingegliedert. Mit Kleinleinungen zusammen kam Drebsdorf am 1. April 1974 zu Großleinungen. Sowohl Drebsdorf als auch Kleinleinungen wurden mit der Ausgliederung aus Großleinungen am 1. April 1990 wieder selbstständige Gemeinden.
Am 1. Januar 2010 schlossen sich die Gemeinden Drebsdorf, Bennungen, Breitenstein, Breitungen, Dietersdorf, Hainrode, Hayn (Harz), Kleinleinungen, Questenberg, Roßla, Rottleberode, Schwenda und Uftrungen zur neuen Gemeinde Südharz zusammen. Gleichzeitig wurde die Verwaltungsgemeinschaft Roßla-Südharz, zu der Drebsdorf gehörte, aufgelöst.

## Kirche
Dorfkirche Drebsdorf

## Persönlichkeiten
Karl Meyer (* 12. August 1845 in Drebsdorf; † 25. August 1935 in Nordhausen am Harz), Lehrer und Heimatforscher 